# Italien i olympiska vinterspelen 1988
Italien deltog i olympiska vinterspelen 1988. Italiens trupp bestod av 58 idrottare, 42 var män och 16 var kvinnor.

## Medaljer

### Guld
- Alpin skidåkning
  - Storslalom herrar: Alberto Tomba
  - Slalom herrar: Alberto Tomba

### Silver
- Längdskidåkning
  - 50 km herrar: Maurilio De Zolt

### Brons
- Skidskytte
  - 20 km herrar: Johann Passler
  - Stafett herrar: Werner Kiem, Gottlieb Taschler, Johann Passler och Andreas Zingerle